# Santa-Maria-di-Lota
Santa-Maria-di-Lota is een gemeente in het Franse departement Haute-Corse (regio Corsica). Santa-Maria-di-Lota telde op 1 januari 2022 1.970 inwoners.

## Geografie
De oppervlakte van Santa-Maria-di-Lota bedroeg op 1 januari 2022 13,2 vierkante kilometer; de bevolkingsdichtheid was toen 149,2 inwoners per km².
De onderstaande kaart toont de ligging van Santa-Maria-di-Lota met de belangrijkste infrastructuur en aangrenzende gemeenten.

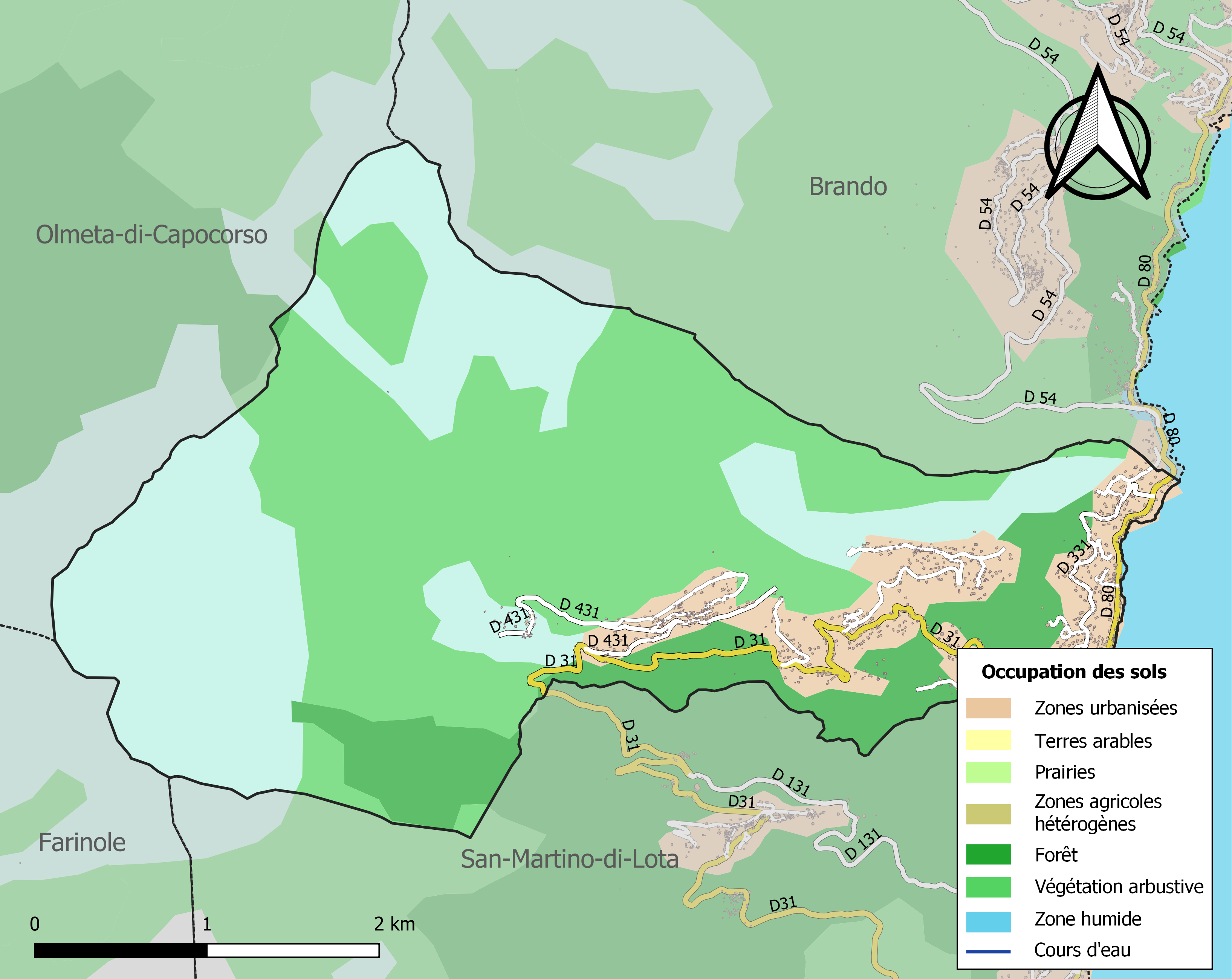

## Demografie
Onderstaande figuur toont het verloop van het inwonertal.
Vanwege een beveiligingsprobleem met de MediaWiki Graph-software is het momenteel niet mogelijk deze grafiek weer te geven. Zodra de software is bijgewerkt zal de grafiek vanzelf weer zichtbaar worden.